# Тереза Бенцон
Тереза Бенцон (фр. Thérèse Bentzon, справжнє ім'я Марі-Тереза де Сольмс, 21 вересня 1840, Сен-Пор — 7 лютого 1907, Париж) — французька письменниця, перекладачка і літературний критик. У 1884 році відвідала Україну.
В одному з розділів («В Малоросії. Праця жінки») свої книжки подорожніх нарисів французькою мовою «Прогулянка в Росії» (Париж, 1903) подала стислу біографію Тараса Шевченка.